# Sthenias tonkinea
Sthenias tonkinea là một loài bọ cánh cứng trong họ Cerambycidae.